# الاستذكار النشط

الاستذكار النشط بصيغه فلاش كارد

الاستذكار النشط (بالإنجليزية: Active recall) هو مبدأ في التعلم الفعال يعتمد على تحفيز الذاكرة بشكل متكرر خلال عملية التعلم. ويُقارن بنقيضه التعلم الخامل (بالإنجليزية: passive review) حيث أن المتعلم يعالج المواد التعليمية بشكل غير فعال، سواءً عن طريق القراءة أو المشاهدة؛ فعلى سبيل المثال عند قراءة نص عن جورج واشنطن لا يقوم بعمل أي تمرين إضافي. بينما قراءة النص والإجابة عن السؤال «من هو أول رئيس أمريكي؟» هو مثال على الاستذكار النشط. هنالك العديد من استراتيجيات التذكر النشط منها إستراتيجية (أقرأ-استذكر-راجع) واستراتيجية فاينمان.